# 平成騎士對昭和騎士 假面騎士大戰feat.超級戰隊
《平成騎士對昭和騎士 假面騎士大戰 feat.超級戰隊》（日語：平成ライダー対昭和ライダー 仮面ライダー大戦feat.スーパー戦隊），是日本國內2014年3月29日上映的東映特攝電影，也是超級英雄大戰第三作劇場版作品，香港地區則於2014年7月17日上映。
本作劇場版的口號為「平成 VS 昭和。違反規律的騎士對決、了斷！」、「騎士之道、即將在這裡作極限！」。

## 本作特色
- 本作繼《假面騎士×假面騎士 鎧武 & Wizard 天下決勝之戰國MOVIE大合戰》後，為《平成假面騎士系列》第15部紀念作的第二部紀念劇場版作品，主要著墨於昭和及平成兩方不同世代的假面騎士之間的爭鬥。
- 本作繼《假面騎士Wizard》第52~53話及《假面騎士×假面騎士 鎧武 & Wizard 天下決勝之戰國MOVIE大合戰》之後，歷代15位平成假面騎士也將在本作中登場，亦是繼《劇場版 假面騎士Decade 全騎士 VS 大修卡》《假面騎士×超級戰隊 超級英雄大戰》及《假面騎士×超級戰隊×宇宙刑事 超級英雄大戰Z》後歷代15位昭和假面騎士同樣於本作登場。
- 昭和年代系列1971年的首作《假面騎士》至1976年作品全員集合！7人之假面騎士後經歷38年以來，飾演史上首位假面騎士變身者「本鄉猛 / 假面騎士1號」的演員藤岡弘再度以該角色的姿態演出[1][2][3]，另外在《假面騎士X》飾演「神敬介 / 假面騎士X」的演員速水亮以及《10號誕生！假面騎士全員集合！！》飾演「村雨良 / 假面騎士ZX」的演員菅田俊亦會再度以該角色參與演出。
- 平成年代系列作品《假面騎士555》過後十年，飾演「乾巧 / 假面騎士Faiz」的演員半田健人亦再度回歸參演該角色，另外前作《假面騎士Decade》、《假面騎士W》及《假面騎士Wizard》中分別飾演「門矢士 / 假面騎士Decade」、「左翔太郎 / 假面騎士W / 假面騎士Joker」及「操真晴人 / 假面騎士Wizard」的演員，井上正大、桐山漣及白石隼也同樣再次參演。
- 本作繼《劇場版 假面騎士龍騎 EPISODE FINAL》後本作於上映前舉辦投票活動的方式，從而在上映日決定播放得票最多的故事結果[4]，結果平成系列騎士最終以得票138萬7041票，以760票之差勝過昭和系列騎士得到的138萬6281票。

## 故事概要
葛葉紘汰 / 假面騎士鎧武正在調查存在於地球內部的另一個世界途中，遇上名為柊的少年正被地下帝國巴丹的怪人襲擊，此時被譽為傳說的男人 － 本鄉猛出現並對紘汰作出「像你這樣的菜鳥，我是不會承認你是假面騎士！」的宣言後，變身成為假面騎士1號將怪人擊倒。
過後與同樣正要尋找地下帝國巴丹下落的門矢士 / 假面騎士Decade相遇，同時擁有歷代15名平成假面騎士力量的神秘戰士 － 假面騎士Fifteen，出現率領著地下帝國巴丹的怪人一眾大肆侵略，為了實行「MEGA・Reverse」的計劃更而擄走了柊。士及紘汰為阻止危機發生而結集歷代一共15名平成假面騎士，相反歷代15名昭和假面騎士卻不明目的出現面前敵對相向。超級戰隊一方的烈車戰隊特急者及獸電戰隊強龍者眼見事態嚴重而決定參戰。

## 登場人物

### 假面騎士（平成系列）

#### 《假面騎士鎧武》
葛葉紘汰（かずらば・こうた）（佐野岳飾）
假面騎士鎧武的變身者。
与高司舞查探近日在澤芽市發生的怪異事件而偶然结识了葵柊，因此捲入了地下帝國巴丹的陰謀之中。
驅紋戒斗（くもん・かいと）（小林豐飾）
假面騎士巴隆的變身者。
主動與門矢士共同行動，及被左翔太郎要求協助其委託人尋找烏龜。
吳島光實（くれしま・みつざね）（高杉真宙飾）
假面騎士龍玄的變身者。
因澤芽市受到地下帝國巴丹襲擊而與兄長吳島貴虎共同退敵。
吳島貴虎（くれしま・たかとら）（久保田悠来飾）
假面騎士斬月·真的變身者。
因澤芽市受到地下帝國巴丹襲擊而與吳島光實共同退敵。
高司舞（たかつかさ・まい）（志田友美飾）
本作女主角。与葛葉紘汰行動並遇上葵柊。

#### 《假面騎士Wizard》
操真晴人（そうま・はると）（白石隼也飾）
假面騎士Wizard的變身者。
事件中因接受各平成假面騎士的召集而參戰。

#### 《假面騎士W》
左翔太郎（ひだり‧しょうたろう）（桐山漣飾）
假面騎士W和假面騎士Joker的變身者。
因被门矢士與驅紋戒斗找上求助而逐渐捲入事件中。

#### 《假面騎士Decade》
門矢士（かどや・つかさ）（井上正大飾）
假面騎士Decade的變身者。
为揭露地下帝國巴丹阴谋而靜候葛葉紘汰及聯手参与此次事件。
鳴瀧（なるたき）（奧田達士飾）
與門矢士同樣周遊各假面騎士世界的神秘男人，在本次事件中告知門矢士需召集歷代平成15位的所有騎士參戰。

#### 《假面騎士555》
（半田健人飾）
假面騎士Faiz的變身者。
過去因草加雅人之死而變得自棄，甚至拒绝门矢士的请求，自巧遇神敬介後得到開解而下定决心重新战斗。
草加雅人（くさか・まさと）（村上幸平飾）
假面騎士Kaixa的變身者。
過去因被敌人打伤而捱下了重擊死亡。及在大决战中为复活以灵魂的姿态曾一度动摇了巧战斗的决心。

### 假面騎士（昭和系列）

#### 《假面騎士》
本鄉猛（ほんごう・たけし）（藤岡弘飾）
假面騎士1號的變身者。
向葛葉紘汰表示不承認他是假面騎士並與平成假面騎士們對立。随后证明这是對付地下帝國巴丹的作戰策略。

#### 《假面騎士X》
神敬介（じん・けいすけ）（速水亮飾）
假面騎士X的變身者。
現時成為一名乡村医生，及收养了一名干孙女真理。

#### 《10號誕生！假面騎士全員集合！！》
村雨良（むらさめ・りょう）（菅田俊飾）
假面騎士ZX的變身者。
出現在葛葉紘汰面前，並表示假面騎士內戰只是欺騙地下帝國巴丹的手段。
暗闇大使（くらやみたいし）（菅田俊飾）
村雨良潜伏在地下帝國巴丹中的身份。

### 超級戰隊

#### 《烈車戰隊特急者》
- 來斗（志尊淳飾）

特急1号的变身者。
- 十胜（平牧仁飾）

特急2号的变身者。
- 美緒（梨里杏飾）

特急3号的变身者。
- 洸（橫濱流星飾）

特急4号的变身者。
- 神樂（森高愛飾）

特急5号的变身者。

#### 《獸電戰隊強龍者》
- 桐生大吾（きりゅう・ダイゴ）（龍星涼飾）

强龙红的变身者，本作中唯一一位現身的強龍者成員。驾驶强龙者烈车与電列車、特急王合体特急王強龍神 feat.電列車。

### 本作登場人物
- 葵蓮（板尾創路飾）

假面骑士Fifteen的变身者。
可使用歷代平成十五位假面騎士的力量戰鬥。
为救活死去的儿子葵柊，不惜投靠地下帝國巴丹，並企圖利用柊的力量将世上的活人与死人置换。
- 葵柊（青木柚飾）

拥有置换世上任何事物的力量。過去外出時在公路中撞车身亡。死後为了见母親最后一面及阻上父親葵蓮的陰謀而逃出了地下帝國巴丹。
- 葵咲（雛形明子飾）

葵蓮的妻子，葵柊的母親。
過去為了工作而出埠海外，殊不知因此與兒子葵柊一別成永决。

## 登場英雄
依作品年代新至舊排序。

### 假面騎士
《假面骑士鎧武》
- 假面骑士鎧武
  - Orange Arms（通常型態）
  - Ichigo Arms
  - Suika Arms
  - Jimber Lemon Arms
  - Kachidoki Arms

本作變身模式
| 型態名稱             | 簡介 | 外觀                              | 能力                                      |
| Ichigou Arms 1號鎧甲 | 原文： 利用「Showa Rider」定鎖種子變身的形態 身高：215cm 體重：128kg 拳擊力：16t 踢擊力：21.4t 跳躍力：16m 行動速度：100m/7.2秒 | 鎧甲混入假面騎士1號部份顏色及造型 | 具有假面騎士1號能力的形態，以徒手格鬥為主 |

- 假面骑士巴隆
  - Banana Arms（通常型態）
  - Mango Arms
- 假面骑士龍玄
  - Budou Arms（通常型態）
  - Kiwi Arms
- 假面骑士斬月．真
  - Melon Energy Arms（通常型態）

《假面骑士Wizard》
- 假面骑士Wizard
  - Flame Style（通常型態）
  - Infinity Style

《假面骑士Fourze》
- 假面骑士Fourze
  - Base States（通常型態）
  - Rocket States

《假面骑士OOO》
- 假面骑士OOO
  - 鷹虎蝗組合（通常型態）
  - 鳥系聯組

《假面骑士W》
- 假面骑士W
  - CycloneJoker（通常型態）
- 假面骑士Joker

《假面骑士Decade》
- 假面骑士Decade
  - 通常型態
  - 響鬼型態
  - 空我型態

《假面騎士Kiva》
- 假面骑士Kiva
  - Kiva Form（通常型態）

《假面骑士電王》
- 假面骑士電王
  - Sword Form（通常型態）

《假面騎士Kabuto》
- 假面骑士Kabuto
  - Masked Form
  - Rider Form

《假面骑士響鬼》
- 假面骑士響鬼
  - 通常型態

《假面骑士劍》
- 假面骑士劍
  - 通常型態

《假面骑士555》
- 假面骑士Faiz
  - 通常型態
  - Axel Form
  - Blaster Form
- 假面骑士Kaixa

《假面骑士龍騎》
- 假面骑士龍騎
  - 通常型態

《假面骑士顎門》
- 假面骑士顎門
  - Ground Form（通常型態）
  - Trinity Form

《假面骑士空我》
- 假面骑士空我
  - Mighty Form（通常型態）

《假面骑士J》
- 假面骑士J

《假面骑士ZO》
- 假面骑士ZO

《真假面騎士 序章》
- 假面骑士真

《假面骑士Black RX》
- 假面骑士Black RX

《假面骑士Black》
- 假面骑士Black

《10號誕生！假面騎士大集合》
- 假面骑士ZX

《假面騎士Super 1》
- 假面骑士Super 1

《假面骑士Sky》
- Sky Rider

《假面騎士Stronger》
- 假面騎士Stronger

《假面騎士Amazon》
- 假面骑士Amazon

《假面骑士X》
- 假面骑士X

《假面骑士V3》
- 假面骑士V3
- 騎士人

《假面骑士》
- 假面骑士1號
- 假面骑士2號

### 超級戰隊
《烈車戰隊特急者》
- 特急1號
- 特急2號
- 特急3號
- 特急4號
- 特急5號

《獸電戰隊強龍者》
- 強龍紅

## 登場敵人

### 地下帝國巴丹

#### 假面骑士
- 假面骑士Fifteen

原文： / Kamen Rider Fifteen

##### 變身模式
| 型態名稱               | 簡介 | 外觀                                 | 能力                                                                        |
| 通常型態               | 利用「Fifteen」定鎖種子變身的形態 身高：215cm 體重：115kg 拳擊力：15t 踢擊力：21.5t 跳躍力：51m 行動速度：100m/5.1秒 | 全身以黑色、白色、和銀色為主         | 初階段主要形態，附帶刀型武器黃泉丸。                                        |
| Decade Arms 鎧甲       | 原文： 利用「Heisei Rider」定鎖種子變身的其中之一的形態                                                              | 鎧甲混入假面騎士Decade部份顏色及造型 | 具有假面騎士Decade能力的形態，附帶騎士卡容器兼武器Ride Booker或音击棒・烈火 |
| Fourze Arms Fourze鎧甲 | 原文： 利用「Heisei Rider」定鎖種子變身的其中之一的形態                                                              | 鎧甲混入假面騎士Fourze部份顏色及造型 | 具有假面騎士Fourze能力的形態，附帶大劍Barizun Sword或電擊棒Billy the Rod    |
| Wizard Arms Wizard鎧甲 | 原文： 利用「Heisei Rider」定鎖種子變身的其中之一的形態                                                              | 鎧甲混入假面騎士Wizard部份顏色及造型 | 具有假面騎士Wizard能力的形態，附帶武器Wizarswordgun                         |
| Gaim Arms 鎧武鎧甲     | 原文： 利用「Heisei Rider」定鎖種子變身的其中之一的形態                                                              | 鎧甲混入假面騎士鎧武部份顏色及造型   | 具有假面騎士鎧武能力的最強形態，附帶武器大橙丸                              |

##### 專屬武裝
黃泉丸
原文： / Yomimaru
通常型態專用斬刀，變身前或任何形態能共通使用。
Ride Booker
原文：
Decade Arms附帶武器，原屬假面騎士Decade專用手槍與長劍融合型武器兼騎士卡容器。
音击棒・烈火
原文： / Ongekibou．Rekka
Decade Arms另一附帶武器，原屬假面騎士响鬼專用双棍型武器。
Barizun Sword
原文：
Fourze Arms附帶武器，原屬假面騎士Fourze Cosmic States形態專用長劍。
Billy the Rod
原文：
Fourze Arms另一附帶武器，原屬假面騎士Fourze Elek States形態專用電擊棒。
Wizarswordgun
原文：
Wizard Arms附帶武器，原屬假面騎士Wizard專用手槍與長劍融合型武器。
大橙丸
原文： / Daidaimaru
原屬假面騎士鎧武Orange Arms形態專用斬刀。
有關另見：輔助裝備

##### 非官方命名必殺技
（由假面骑士Fifteen使出的必殺技並沒有所屬命名，因此以該專屬形態的假面騎士本身必殺技命名）
Fourze Arms形態推下戰極驅動器刀狀推桿裝置「Cutting Blade」二次後使出。原屬假面骑士Fourze Elek States形態的必殺技。
- 大橙一刀

Gaim Arms形態推下戰極驅動器刀狀推桿裝置「Cutting Blade」二次後使出。原屬假面骑士鎧武Orange Arms形態的必殺技。

##### 非官方命名特殊技
（由假面骑士Fifteen使出的必殺技並沒有所屬命名，因此以該專屬形態的假面騎士本身特殊技命名）
- 鬼棒術 烈火彈

Decade Arms形態推下戰極驅動器刀狀推桿裝置「Cutting Blade」一次後使出。原屬假面骑士響鬼的特殊技之一。
- Illusion（幻覺）

Decade Arms形態推下戰極驅動器刀狀推桿裝置「Cutting Blade」一次後使出。原屬假面骑士Decade騎士咭「Attack Ride Illusion」的特殊技。

#### 怪人
- 暗闇大使
- 豪豬改造人

《假面骑士Wizard》
- 阿刺克涅

《假面骑士Fourze》
- 蝘蜓座Zodiarts
- 超銀河王
- Suddendath
- 天秤座Zodiarts

《假面骑士OOO》
- 螳螂Yummy
- 修卡Greeed

《假面骑士555》
- 操冥使徒之王
- 馬型操冥使徒
- 龍蝦型操冥使徒

《假面骑士J》
- 眼鏡蛇男格雷

《假面骑士ZO》
- 德拉斯

《假面骑士Black RX》
- 傑克將軍
- 克莱西斯军团

《假面骑士Black》
- 戈爾哥姆三神官
- 劍聖比鲁基尼亞

《10號誕生！假面騎士大集合》
- 巴丹總統
  - 骸骨恐龍
- 老虎改造人
- 巴丹军团

《假面骑士Stronger》
- 影子將軍
- 機械大元帥
- 特鲁军团

《假面骑士AMAZON》
- 十面鬼

《假面骑士V3》
- 剪刀豹怪人
- 利爪穿山甲

《假面骑士》
- 水蛭變色龍怪人
- 蟹蝙蝠怪人
- 砂蟹怪人
- 山椒魚怪人
- 炮龟怪人

### 暗影路線
- 施瓦茨將軍

## 本作登場定鎖種子（Lock Seed）
| 英文名稱     | 日文名稱 | 中文名稱 | 編號 | 隸屬者  | 類別                 | 能力                                             | 備註 |
| ------------ | -------- | -------- | ---- | ------- | -------------------- | ------------------------------------------------ | --- |
| Fifteen      |          | 十五     | -    | Fifteen | 鎧甲                 | 初階段變身專用，附帶刀型武器黃泉丸               | 假面騎士Fifteen專用定鎖種子 |
| Heisei Rider |          | 平成騎士 | -    | Fifteen | 鎧甲（傳奇騎士系列） | 隨意使用平成系列假面騎士的力量從而轉換十五種形態 | 寄宿歷代十五名平成假面騎士的能力 利用此轉變成另一形態Decade Arms、Fourze Arms、Wizard Arms、Gaim Arms。 變身形態Decade Arms 音效為「Decade Arms！Hakaisha・On The Road！」（「ディケイドアームズ！破壊者・オンザロード！」） 中文意思為「Decade鎧甲！破壞者．旅途中！」 變身形態Fourze Arms 音效為「Fourze Arms！Se．Syun．Switch．On！」（「フォーゼアームズ！青．春．スイッチ．オン！」） 中文意思為「Fourze鎧甲！青．春．Switch．On！」 變身形態Wizard Arms 音效為「Wizard Arms！Shabadobie！Show Time！」（「ウィザードアームズ！シャバドゥビ！ショータイム！」） 中文意思為「Wizard鎧甲！Shabadobie！表演時間！」 變身形態Gaim Arms 音效為「Gaim Arms！Fruit Yoroi Musha On Parade！」（「鎧武アームズ！フルーツ鎧武者オンパレード！」） 中文意思為「鎧武鎧甲！水果鎧武者游行！」 |
| Showa Rider  |          | 昭和騎士 | -    | 鎧武    | 鎧甲（傳奇騎士系列） | 擁有假面騎士1號力量的形態                        | 寄宿歷代十五名昭和假面騎士的能力 利用此轉變成另一形態Ichigou Arms。 音效為「Ichigou Arms！Waza No Ichigou Let's Go！」（「1号アームズ！技の1号レッツゴー！」） 中文意思為「1號鎧甲！技之1號 Let's Go！」 |

## 本作登場裝備・戰力
- 強龍者烈車（キョウリュウジャーレッシャー）

由獸電龍暴咬龍變身成的特急烈車，由強龍紅作為烈車駕駛員。
- 特急王強龍神 feat.電列車（トッキュウオーキョウリュウジン feat.デンライナー）

由强龙者烈車、特急者專用的藍烈車、黃烈車、綠烈車、桃烈車、及假面騎士電王所屬的電列車進行「烈車合體」後的巨大烈車機械人。

## 主題歌

### 主題曲
「Dragon・Road 2014」
- 演唱：串田晃、KAMEN RIDER GIRLS
- 作詞：石森章太郎
- 作曲：菊池俊輔
- 編曲：吉村浩二

## 其他相關放映

### 映像商品化
- 《烈車戰隊特急者VS假面騎士鎧武 春假合體特別篇》Blu-ray及DVD（2014年8月8日發行）
  - 本編
  - 映像特典
    - 合體特別篇座談會
    - 特別ED
    - PR集
    - 相片集

  - 初回限定特典
    - 資料卡
- 通常版Blu-ray及DVD（2014年8月8日發行）
  - 電影本編（包含平成或昭和勝利ver.）
  - 映像特典
    - 特報・電影預告編
- 珍藏版Blu-ray及DVD（2014年8月8日發行）
  - 電影本編（包含平成或昭和勝利ver.）
  - 映像特典
    - 完成披露試映舞台見面會
    - 完成披露特別舞台見面會
    - 首映舞台見面會
    - 電視廣告集
    - 資料檔案
    - 相片集

  - 初回限定特典
    - 特製封包裝
    - 資料卡

### 映像商品化（日本海外）
- VCD（2014年10月10日香港發行、Neofilms 新映影片代理）
  - 電影本編（粵語、平成勝利ver.）
- Blu-ray及DVD（2014年10月10日香港發行、Neofilms 新映影片代理）
  - 電影本編（日、粵雙語及中文字幕、包含平成或昭和勝利ver.）

## 演員
- 葛葉紘汰 / 假面騎士鎧武 - 佐野岳 飾/聲
- 驅紋戒斗 / 假面騎士巴隆 - 小林豐 飾/聲
- 吳島光實 / 假面騎士龍玄 - 高杉真宙 飾/聲
- 吳島貴虎 / 假面騎士斬月．真  - 久保田悠來 飾/聲
- 葵蓮 / 幪面超人Fifteen - 板尾創路 飾/聲
- 操真晴人 / 假面騎士Wizard - 白石隼也 飾/聲
- 左翔太郎 / 假面騎士W / 幪面超人Joker - 桐山漣 飾
- 門矢士 / 假面騎士Decade - 井上正大 飾
- / 假面騎士Faiz - 半田健人 飾/聲
- 草加雅人 / 假面騎士Kaixa - 村上幸平 飾/聲
- 本鄉 / 幪面超人1號 - 藤岡弘 飾
- 神敬介 / 幪面超人X - 速水亮 飾/聲
- 村雨良 / 幪面超人ZX、 暗闇大使 - 菅田俊 飾/聲
- 來斗 / 特急1號 - 志尊淳 飾/聲
- 十勝 / 特急2號 - 平牧仁 飾/聲
- 美緒 / 特急3號 - 小島梨里杏 飾/聲
- 洸 / 特急4號 - 橫濱流星 飾/聲
- 神樂 / 特急5號 - 森高愛 飾/聲
- 桐生大吾 / 強龍紅 - 龍星涼 飾/聲
- 高司舞 - 志田友美 飾
- 葵柊 - 青木柚 飾
- 葵咲 - 雛形明子 飾
- 阪東清治郎 - 弓削智久（日语：弓削智久） 飾
- 伊予 - 那月結衣（日语：那月結衣） 飾
- 鳴瀧 - 奧田達士（日语：奥田達士） 飾
- 真理 - 三好杏依（日语：三好杏依） 飾
- 作業員 - 高岩成二（日语：高岩成二） 、新堀和男（日语：新堀和男） 飾
- 其他 - 富永研司（日语：富永研司）、岡元次郎（日语：岡元次郎）、小倉敏博（日语：おぐらとしひろ）、新島勝夫、ふくまつみ（日语：ふくまつみ）、渡部龍平（日语：渡部龍平）飾

## 聲音演出
- 假面騎士Fourze、假面騎士BLACK RX、豪豬改造人、其他 - 鈴村健一
- 假面騎士2號、假面騎士Super 1、假面騎士BLACK、假面騎士Kabuto、其他 - 神谷浩史
- 假面騎士V3、假面騎士AMAZON、假面騎士Stronger、機械大元帥、巴丹總統 - 關智一
- 假面騎士J、老虎改造人、操冥使徒 - 稻田徹
- Sky Rider、影子將軍、傑克將軍、十面鬼 - 石川英郎
- 假面騎士電王 - 關俊彦
- 施瓦茨將軍 - 壤晴彦（日语：壤晴彦）
- 其他 - 川野剛稔（日语：川野剛稔）、河本邦弘
- 定鎖種子音聲 - 平床政治（日语：Hermann H.&The Pacemakers#メンバー）
- 蓋亞記憶體音聲 - 立木文彦
- Decade Driver音聲 - 馬克・大喜多（日语：マーク・大喜多）
- Faiz Driver音聲 - 假野剛彦（日语：假野剛彦）
- OOO Scanner音聲 - 串田晃
- Kabuto Zector音聲 - Surage Gajria（日语：スラージ・ガジリア）
- Blayrouser音聲 - 佐佐木健
- Drag Visor音聲 - 小山剛志
- 烈車戰隊道具音聲 - 山口勝平
- 龍咬左輪音聲 - 千葉繁

## 皮套演出
- 假面騎士鎧武  - 高岩成二（日语：高岩成二)）
- 假面騎士巴隆 - 永德
- 假面騎士龍玄 - 佐藤太輔（日语：佐藤太輔)）
- 假面騎士Decade、假面騎士W、假面騎士斬月．真 - 渡邊淳（日语：渡辺淳 (俳優)）
- 假面騎士1號、假面騎士X - 藤井祐伍（日语：藤井祐伍）
- 假面騎士Faiz - 淺井宏輔（日语：浅井宏輔）
- 假面騎士ZX - 大藤直樹（日语：大藤直樹）
- 假面騎士Wizard、豪豬改造人 - 岡田和也（日语：岡田和也 (俳優)）
- 假面騎士Fifteen - 富永研司（日语：富永研司）
- 特急1號、強龍紅 - 押川善文
- 特急王 - 日下秀昭（日语：日下秀昭）
- 岡元次郎（日语：岡元次郎）
- 高田將司（日语：高田将司）
- 五味涼子（日语：五味涼子）
- 竹内康博（日语：竹内康博）
- 野川瑞穗（日语：野川瑞穂）
- 本多剛幸
- 蔦宗正人（日语：蔦宗正人）
- 神前元（日语：神前元）
- 松本龍一（日语：松本竜一）
- 金子起也（日语：金子起也）
- 藤田慧（日语：藤田慧）
- 喜多川2tom
- 渡邊實（日语：渡辺実）
- 渡邊昌宏
- 橋本惠子（日语：橋本恵子）
- 内川仁朗（日语：内川仁朗）
- 寺本翔悟（日语：寺本翔悟）
- 及川雄也
- 浦家賢士
- 青木哲也（日语：青木哲也）
- 蜂須賀祐一（日语：蜂須賀祐一）
- 矢部敬三（日语：矢部敬三）
- 神尾直子（日语：神尾直子）
- 村岡弘之（日语：村岡弘之）
- 金田進一（日语：金田進一）
- 蜂須賀昭二（日语：蜂須賀昭二）
- 高橋光
- 佐藤義夫（日语：佐藤義夫）
- 向田翼
- 村井亮
- 大岩劍也（日语：大岩剣也）
- 白崎誠也（日语：白崎誠也）
- 中田裕士
- 井口尚哉
- 大林勝（日语：大林勝）
- 澤江晃史
- 松岡千尋
- 北村海
- 松本拓巳
- 東慶介
- 小笠原龍哉
- 小田原徹
- 山本裕士
- 勝呂學
- 藤田洋平（日语：藤田洋平）
- 田中領
- 榮男樹
- 白井雅士（日语：白井雅士）
- 鳩岡大輔
- 西澤智治（日语：西沢智治）
- 大谷秀一郎
- 岩井潤一
- 加藤勉
- 世名圭吾
- 河合健志
- 谷口洋行
- 柴田守通
- 渡部莊一郎
- 長尾和彦
- 柳川公輔
- 三宅敏夫（日语：三宅敏夫）
- 安彦一民
- 村上晋太郎
- 田中信彦
- 飯島浩和
- 松岡航平
- 伊藤智則
- 三木田晋
- 安藤英行
- 柴田淳司
- 山本泰史
- 岡田裕一
- 渡邊正樹
- 村田裕美子
- 田中到
- 千葉滉一
- 瀧川拳
- 佐佐木俊宜（日语：佐々木俊宜）
- 前田浩
- 平野アキム
- 岩瀬和樹
- 柳澤龍太郎
- 中島輝明
- 上野晃一
- 内山大輔
- 田中由馬
- 近藤知行
- 佐藤幹
- 金湧紘知
- 久保翔（日语：久保翔）
- 小林浩一
- 黒田昌樹
- 黒田朋樹
- 五十嵐勝平
- 小森秀一
- 神里まつり
- 天貝學
- 吉久直志
- 長谷川誠
- 吉田聖
- 福西悠幡
- 小幡トビーエーモス
- 中澤まさとも
- 齋藤慧典
- 東章也
- 青木清四郎
- 村田由美子
- 林潔
- 中山孟
- 高橋すみれ
- 飯田佑子
- 高嶋宏一郎
- 菅原將暉
- 飯田愛美
- 松浦俊秀
- ランディ井上
- 正野大輔
- 下川真矢（日语：下川真矢）
- 相馬絢也
- 山田和昌
- 鈴木大樹
- 山田裕明
- 宮崎高春
- 古屋貴士
- 大隈厚志
- 辻將太
- 古山和輝
- 山口仁美
- 山口真彌
- 中山甲斐
- 金山拓矢
- 大塚俊
- 板垣克
- 松本直也
- 大河平レオン
- 森博嗣
- 草野伸介
- 藍田將太
- 前川猛論
- 菊地雄人
- 關谷健利（日语：関谷健利）

## 製作人員
- 原作 - 石之森章太郎、八手三郎
- 劇本 - 米村正二
- 配樂 - 山下康介、中川幸太郎
- 製作 - 鈴木武幸（日语：鈴木武幸）（東映）、平城隆司（日语：平城隆司）（tv asahi）、日達長夫（TOEI VIDEO（日语：東映ビデオ））、和田修治（ADK）、松田英史（TOEI ADVERTISING,LTD.（日语：東映エージエンシー））、古澤圭亮（萬代）、木下直哉（日语：木下直哉）（木下組（日语：木下グループ））
- 企劃 - 有川俊（東映）、林雄一郎（tv asahi）、加藤和夫（TOEI VIDEO）、波多野淳一（ADK）、小川政則（TOEI ADVERTISING,LTD.）、飯塚航也（萬代）、嘉手苅理沙（木下組）
- 攝影 - 猪熊雅太郎（日语：いのくままさお）
- 照明 - 斗澤秀
- 美術 - 大嶋修一（日语：大嶋修一）
- 錄音 - 畑幸太郎
- 編集 - 長田直樹
- 整音 - 曾我薫
- 編劇 - 涉谷康子
- 行程 - 山口恭平（日语：山口恭平）
- 助理編導 - 塩川純平、越知靖、成田啓吾、永井大裕
- 制作擔當 - 喜多智彦
- 製作統籌 - 富田幸弘、下前明弘
- 製作應援 - 石井誠
- 製作人候補 - 望月卓、沖拓史（東映）、菅野亞由美（tv asahi）
- 生物設計 - 出渕裕（日语：出渕裕）（豪豬改造人）
- 人物設計 - 田嶋秀樹、小林大佑、田中宗二郎、阿部統（日语：阿部統）（PLEX）
- 協力製作人 - 宇都宮孝明（日语：宇都宮孝明）（東映）
- 監製 - 小野寺章（石森プロ）
- 執行製作人 - 佐佐木基（日语：佐々木基）（tv asahi）、疋田和樹（TOEI ADVERTISING,LTD.）
- 製作人 - 白倉伸一郎（日语：白倉伸一郎）、大森敬仁（日语：大森敬仁）（東映）、佐藤現（TOEI VIDEO）、矢田晃一、深田明宏（TOEI ADVERTISING,LTD.）
- 動作指導 - 宮崎剛（日语：宮崎剛 (俳優)）（JAE）
- 動作指導輔佐 - 石垣廣文（日语：石垣広文）（JAE）、福澤博文（日语：福沢博文）（RED）
- 特攝導演 - 佛田洋（日语：佛田洋）
- 製作生產 - TOEI TV Production
- 發行 - 東映
- 製作單位 - 「假面騎士大戰」製作委員會（東映、tv asahi、TOEI VIDEO（日语：東映ビデオ）、ADK、TOEI ADVERTISING,LTD.（日语：東映エージエンシー）、萬代、木下組（日语：木下工務店））
- 導演 - 柴崎貴行（日语：柴崎貴行）

## 電視特別篇
- 《烈車戰隊特急者VS幪面超人鎧武 春假合體特別篇》


為配合電影宣傳，假面騎士及超級戰隊會跨界合作，於電視版本作一小時特別篇聯動故事。
《烈車戰隊特急者》緊接第6話；《假面騎士鎧武》緊接第23話後於2014年3月30日朝日電視台播放。
故事講述烈車戰隊特急者們造訪澤芽市，並剛巧碰上地下帝國巴丹的侵略，因而結識正在守護當地的假面騎士鎧武及與之共鬥。

### 特別篇登場角色
- 葛葉紘汰 / 假面騎士鎧武 - 佐野岳 飾/聲
- 驅紋戒斗 / 假面騎士巴隆 - 小林豐 飾/聲
- 吳島光實 / 假面騎士龍玄 - 高杉真宙 飾/聲
- 高司舞 - 志田友美 飾
- 吳島貴虎 - 久保田悠來 飾
- 來斗 / 特急1號 - 志尊淳 飾/聲
- 十勝 / 特急2號 - 平牧仁 飾/聲
- 美緒 / 特急3號 - 梨里杏 飾/聲
- 洸 / 特急4號 - 橫濱流星 飾/聲
- 神樂 / 特急5號 - 森高愛 飾/聲
- 車掌 - 關根勤 飾
- Chucky - 津山香音（日语：津山香音） 飾
- 伊予 - 那月結衣（日语：那月結衣） 飾
- 阪東清治郎 - 弓削智久（日语：弓削智久） 飾
- 鳴瀧 - 奧田達士（日语：奥田達士） 飾

### 特別篇聲音演出
- 券券、特急者相關道具音效 - 山口勝平
- 瓦貢 - 堀江由衣
- 鼴鼠改造人 - 津久井教生
- 假面騎士一號 - 稻田徹
- 假面騎士二號 - 藤本たかひろ（日语：藤本たかひろ）
- 假面騎士V3 - 關智一
- 假面騎士Fifteen - 板尾創路
- 定鎖種子音效 - 平床政治（日语：Hermann H.&The Pacemakers#メンバー）

### 特別篇皮套演出
- 押川善文
- 高田將司
- 五味涼子
- 竹内康博
- 野川瑞穗
- 日下秀昭
- 高岩成二
- 永德
- 佐藤太輔
- 渡邊淳
- 岡田和也
- 富永研司
- 今井靖彦
- 淺井宏輔
- 喜多川2tom
- 渡邊實
- 田中宏幸
- 藤井祐伍
- 藤田慧
- 神前元
- 中田裕士
- 寺本翔悟
- 井口尚哉
- 勝呂學
- 小田原徹
- 鈴木大樹
- 黒田朋樹
- 佐佐木俊宜
- 關谷健利
- 松本直也
- 金子起也

### 特別篇製作人員
- 原作 - 石之森章太郎、八手三郎
- 劇本 - 毛利亘宏
- 配樂 - 山下康介、羽岡佳（日语：羽岡佳）
- 攝影 - 松村文雄（日语：松村文雄）
- 美術 - 大嶋修一（日语：大嶋修一）
- 戰隊美術協力 - 大谷和正（日语：大谷和正）
- 照明 - 斗澤秀
- 錄音 - 畑幸太郎
- 編集 - 長田直樹
- EED - 緩鹿秀隆
- 整音 - 曾我薫
- 音響效果 - 大野義彦、小川廣美
- 選曲 - 金成謙二（Don Company）、宮葉勝行
- 編劇 - 涉谷康子
- 助理編導 - 塩川純平、葉山康一郎、成田啓吾、石井千晶
- 製作人候補 - 菅野亞由美、望月卓、久慈麗人、井元隆佑
- 製作擔當 - 石井誠
- 製作統籌 - 富田幸弘、下前明弘
- 分鏡 - なかの★陽
- 生物設計 - 篠原保（日语：篠原保）
- 人物管理 - 中村豊
- 造型 - Rainbow造型企画、Blend master（日语：ブレンドマスター）
- 特攝研究所（日语：特撮研究所）
  - 攝影 - 鈴木啓造、岡本純平、内田圭
  - 照明 - 安藤和也、關澤陽介、照屋貴史
  - 美術 - 松浦芳、花谷充泰、髙橋一、鶴田智也
  - 操演 - 中山亨、和田宏之、黒田政紀、秀平良忠
  - 助理編導 - 小串遼太郎
  - 特攝監製 - 足立享
  - 特攝幹事 - 中根伸治
- 動作指導 - 石垣廣文（日语：石垣広文）（JAE）、福澤博文（日语：福沢博文）（RED）
- 特攝導演 - 佛田洋（日语：佛田洋）
- 監製 - 小野寺章（石森プロ）
- 製作人 - 佐佐木基（日语：佐々木基）（tv asahi）、宇都宮孝明（日语：宇都宮孝明）、石川啓（東映）、矢田晃一、深田明宏（TOEI ADVERTISING,LTD.（日语：東映エージエンシー））
- 導演 - 中澤祥次郎（日语：中澤祥次郎）
- 製作單位 - 東映、tv asahi、TOEI ADVERTISING,LTD.（日语：東映エージエンシー）、ADK

### 特別篇樂曲
「Rise Your Flag」 
- 演唱：葛葉紘汰（CV：佐野岳）
- 作詞：藤林聖子
- 作曲／編曲：tatsuo

「烈車戦隊トッキュウジャー」 
- 演唱：伊勢大貴
- 作詞：渡部紫緒
- 作曲／編曲：坂部剛

## 附註
1. ↑  .   [2014-01-17]. （原始内容存档于2014-02-14）.
2. ↑  .   [2014-01-17]. （原始内容存档于2014-01-19）.
3. ↑  .   [2014-01-17]. （原始内容存档于2014-01-19）.
4. ↑  昭和系列或平成系列騎士的勝負

## 外部連結
- 平成ライダーVS昭和ライダー 仮面ライダー大戦feat.スーパー戦隊 （页面存档备份，存于） 朝日官方網站